# モン・ファロン
モン・ファロン（フランス語: Mont Faron）とは、フランス・プロヴァンス＝アルプ＝コート・ダジュール地域圏、地中海に面する都市トゥーロンにある標高584mの山である。

## 概要
トゥーロン市街地の北方に位置し、裾野にも多くの建造物が建ち並ぶ。 山頂は観光地としても有名で、多くの観光客や市民が訪れる。標高が584mと低いながらも、トゥーロン港を見下ろす位置にあるため山頂（展望台）から見える景色は良好である。ロープウェイを使うことで直接山頂まで登ることができ、アクセスも容易である。頂上にはモン・ファロン動物園がある。また、トゥーロンは第二次世界大戦中に行われたドラグーン作戦時の舞台となった土地であり、頂上付近には当時の戦車や大砲が展示されている。

## サイクリング
モン・ファロン頂上へ登る道路は時計回りの一方通行道路となっている。パリ〜ニースやツール・メディテラネアンでたびたび登場する定番の難所として知られている。麓からは距離5.5kmの地点にあたり、高低差は494m、平均斜度は9%、最大斜度は11.4%となる。